# Reflectivismo
El reflectivismo o corriente reflectivista dentro de las relaciones internacionales, corresponde a uno de los debates teóricos de la misma. Se considera que esta corriente (también denominada post-positivista) no permite la separación entre sujeto y objeto del estudio de las Relaciones Internacionales: pretenden desenmascarar los valores que presentan los expositores de las ideas :"La teoría siempre está al servicio de una cosa" (R. Cox). Se cree que la reflexión del autor genera la realidad.
Dentro de las aproximaciones reflexivistas, se pueden distinguir: la Teoría crítica (aplicación de los principios de la escuela de Frankfurt), los estudios de género/ feministas, postmodernistas (nihilismo, concepción de la relatividad del conocimiento) y constructivistas (teorías sociales como constructo del ser humano).
- Datos: Q6103460